# 5 Batalion Saperów (II RP)

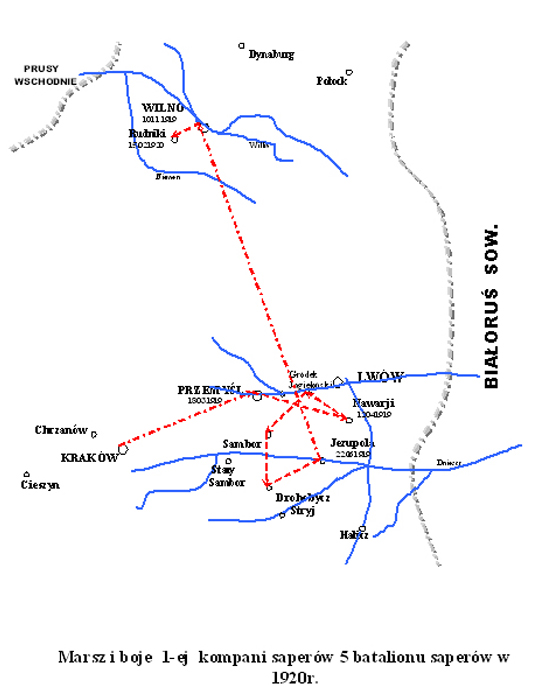
Boje i marsze 1 ksap z 5 batalionu saperów w 1920

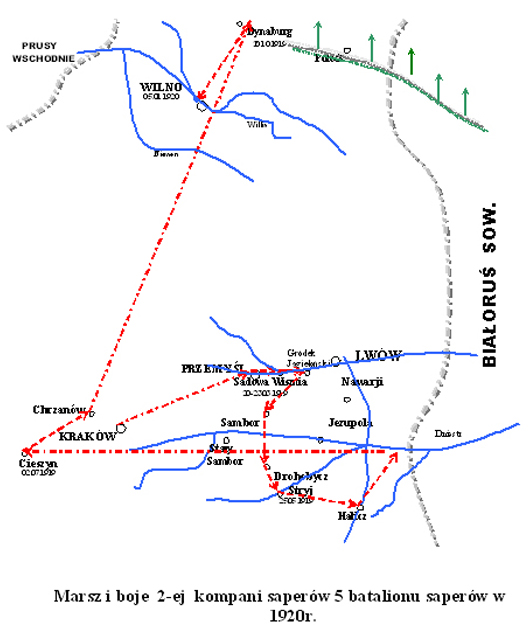
Boje i marsze 2 ksap z 5 batalionu saperów w 1920

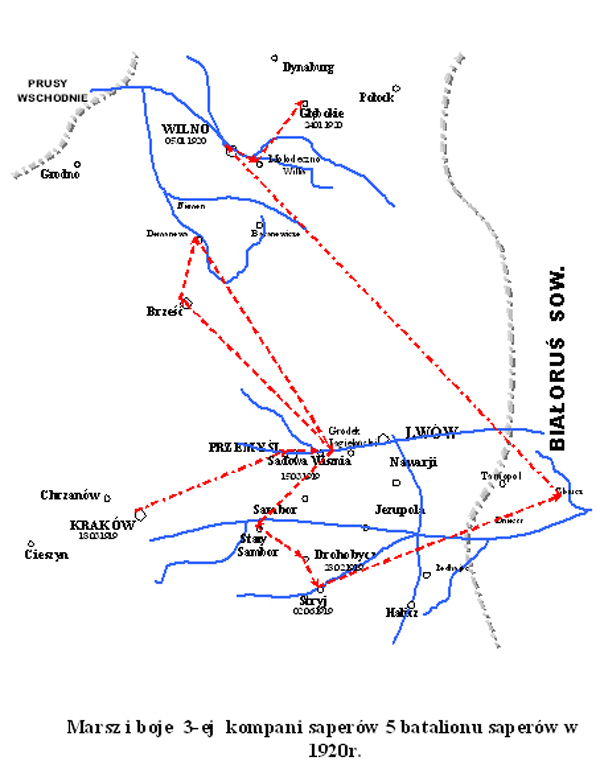
Boje i marsze 3 ksap z 5 batalionu saperów w 1920

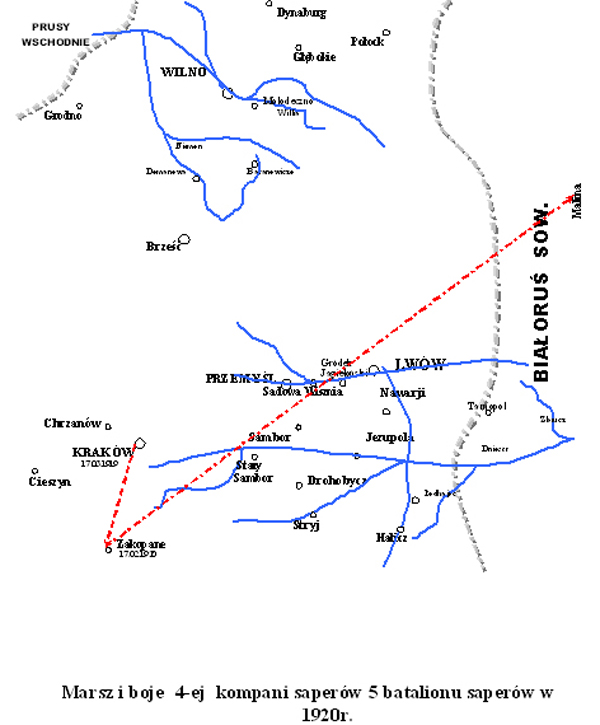
Boje i marsze 4 ksap z 5 batalionu saperów w 1920

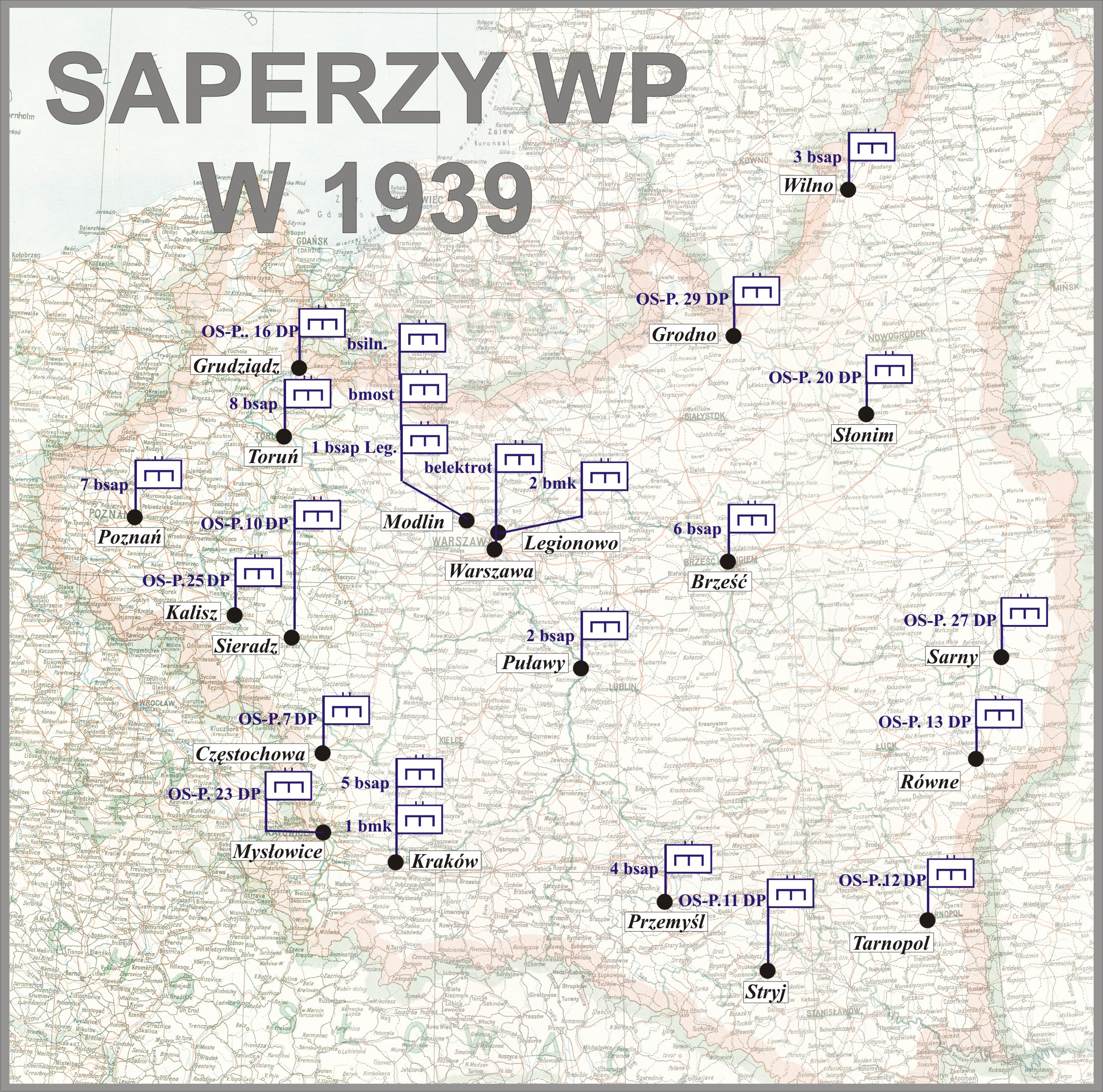
Jednostki saperskie WP w 1939

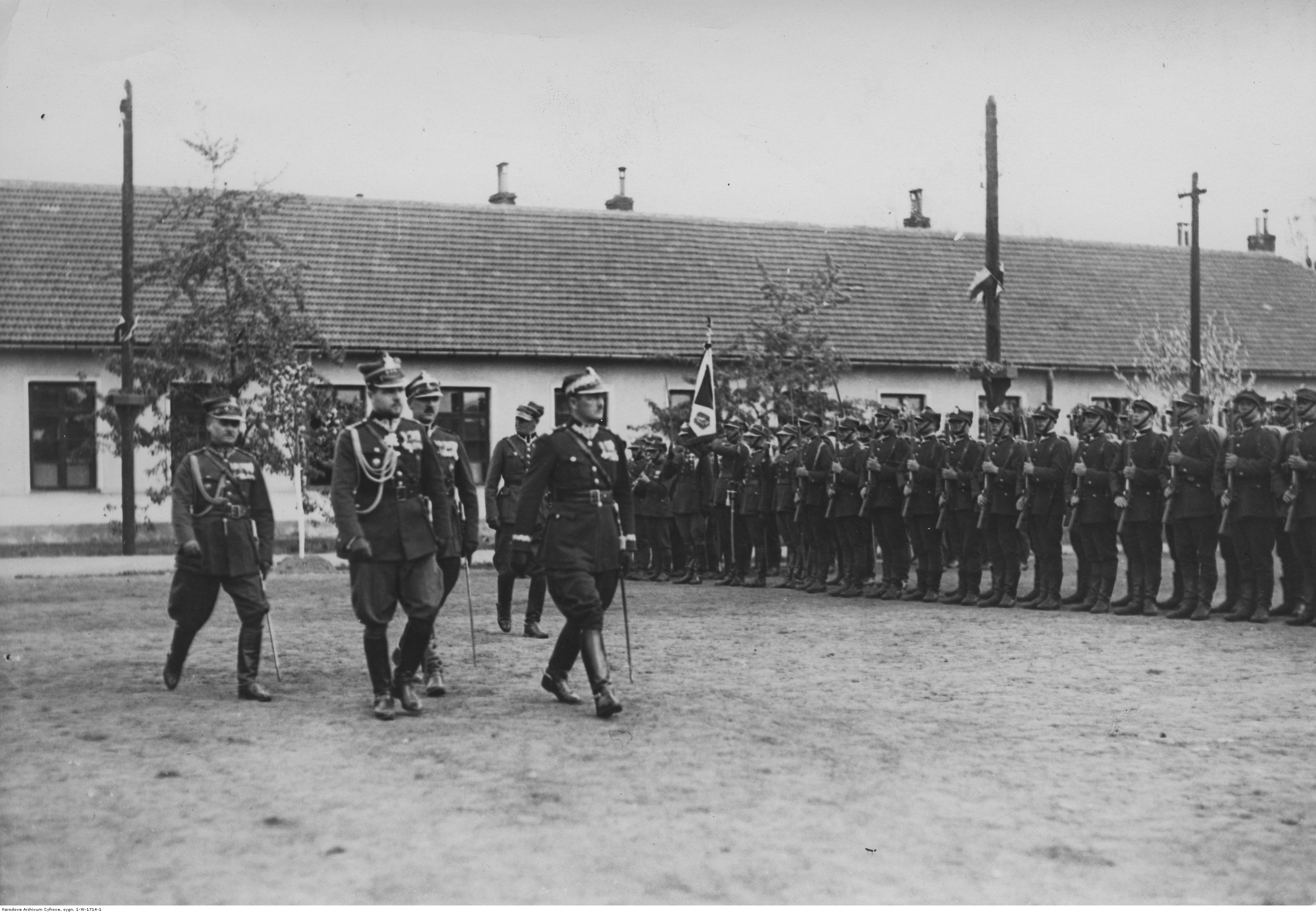
Święto 5 bsap w Krakowie, maj 1929 - gen. Mieczysław Smorawiński i płk Marian Bolesławicz przed frontem kompanii honorowej

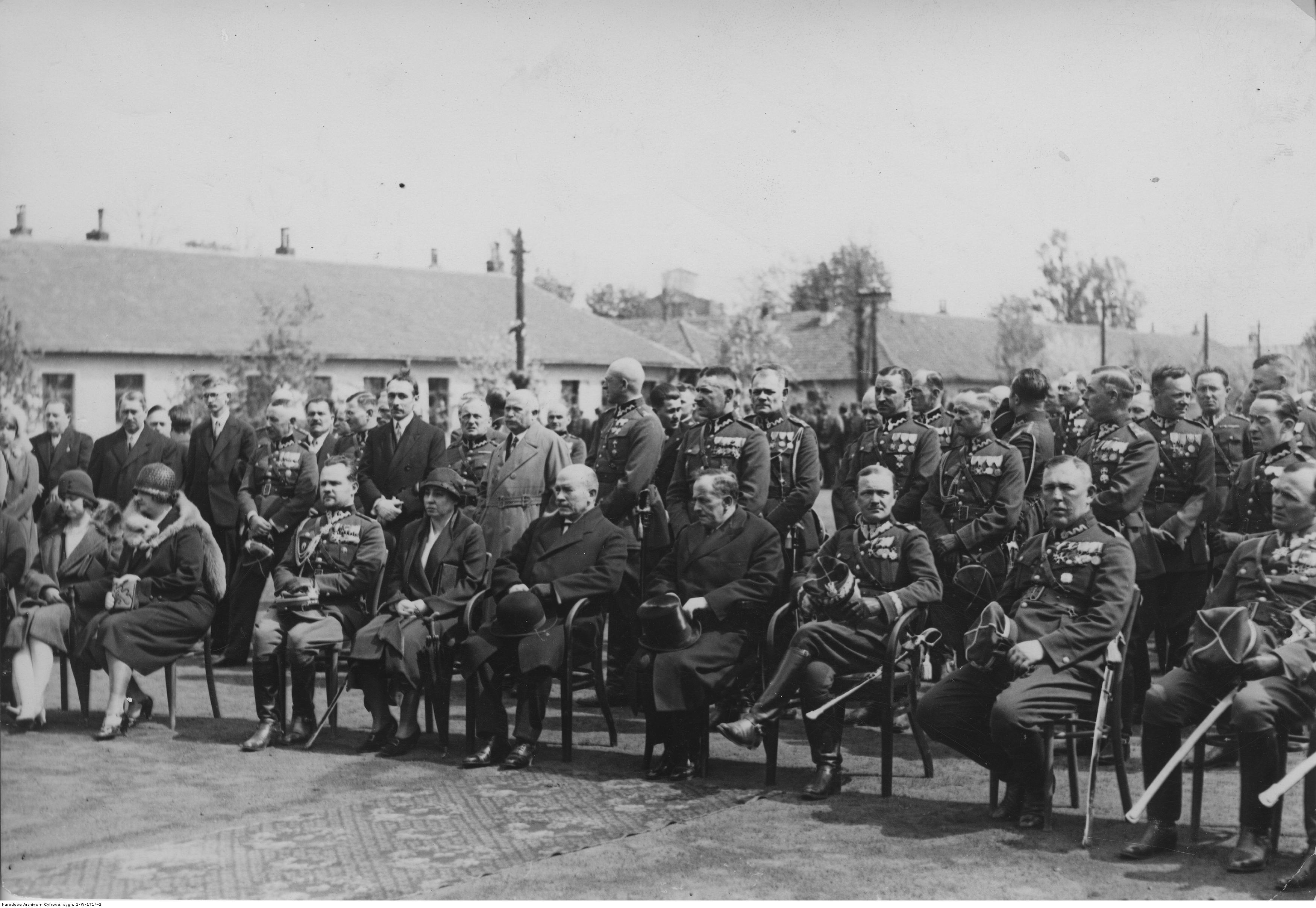
Święto 5 bsap w Krakowie. Siedzą od prawej: płk Stanisław Kruk-Schuster, płk Bernard Mond, gen. Mieczysław Smorawiński, min. Ignacy Boerner, J. Mikosz, NN, płk Marian Bolesławicz

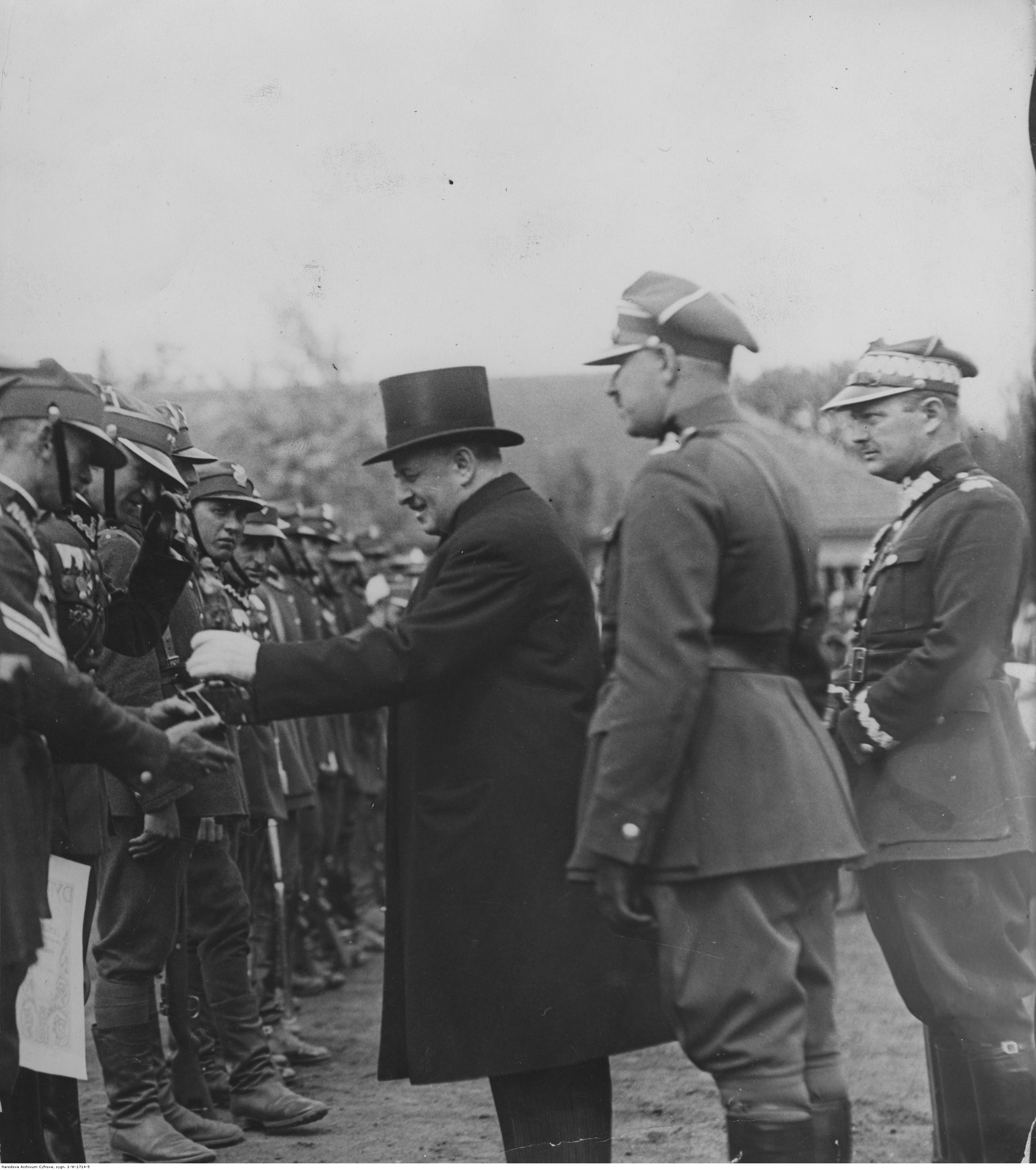
Święto 5 bsap w Krakowie - minister Ignacy Boerner wręcza nagrody

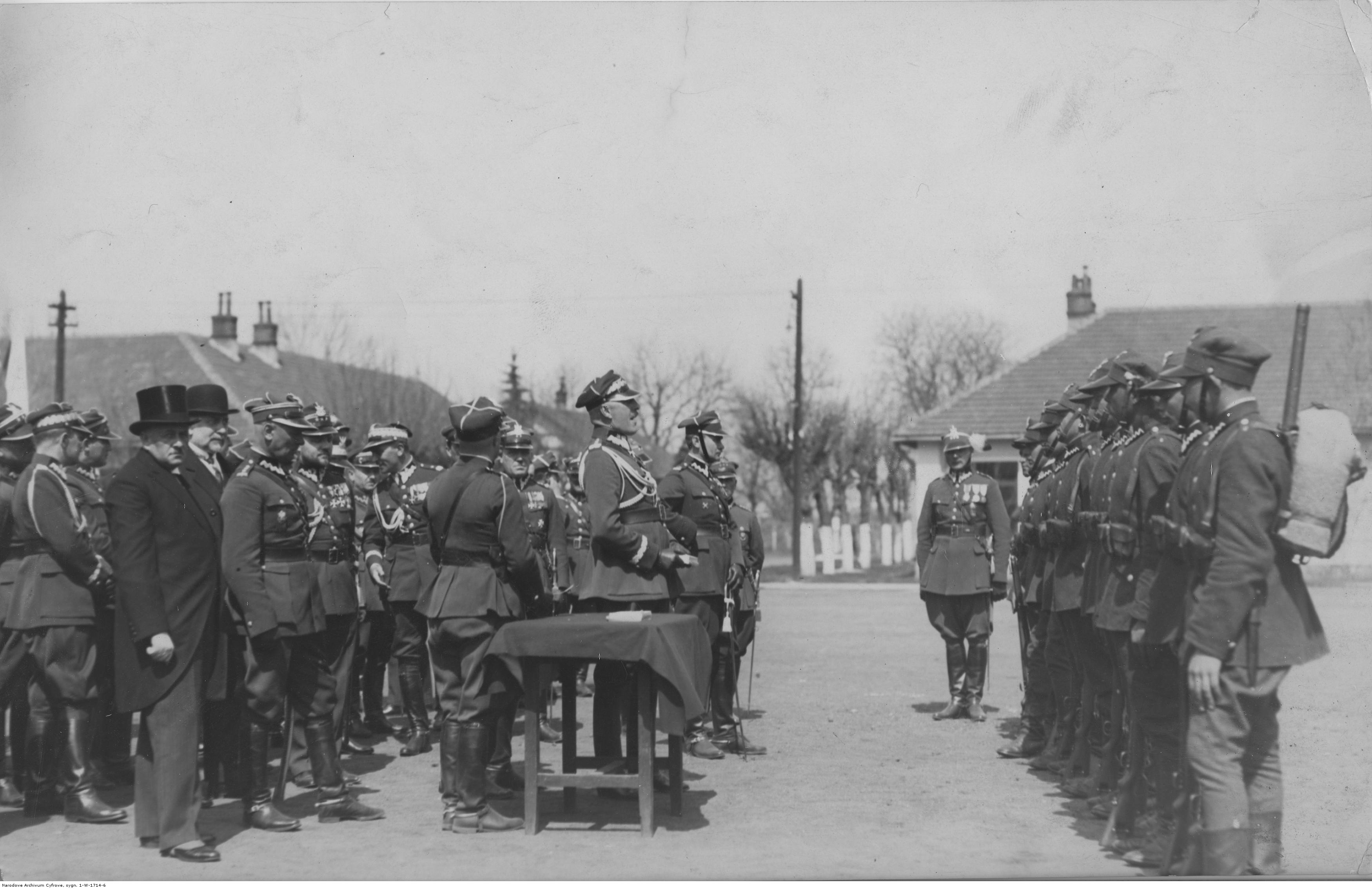
Święto 5 bsap w Krakowie - gen. Stanisław Wróblewski przemawia do odznaczonych

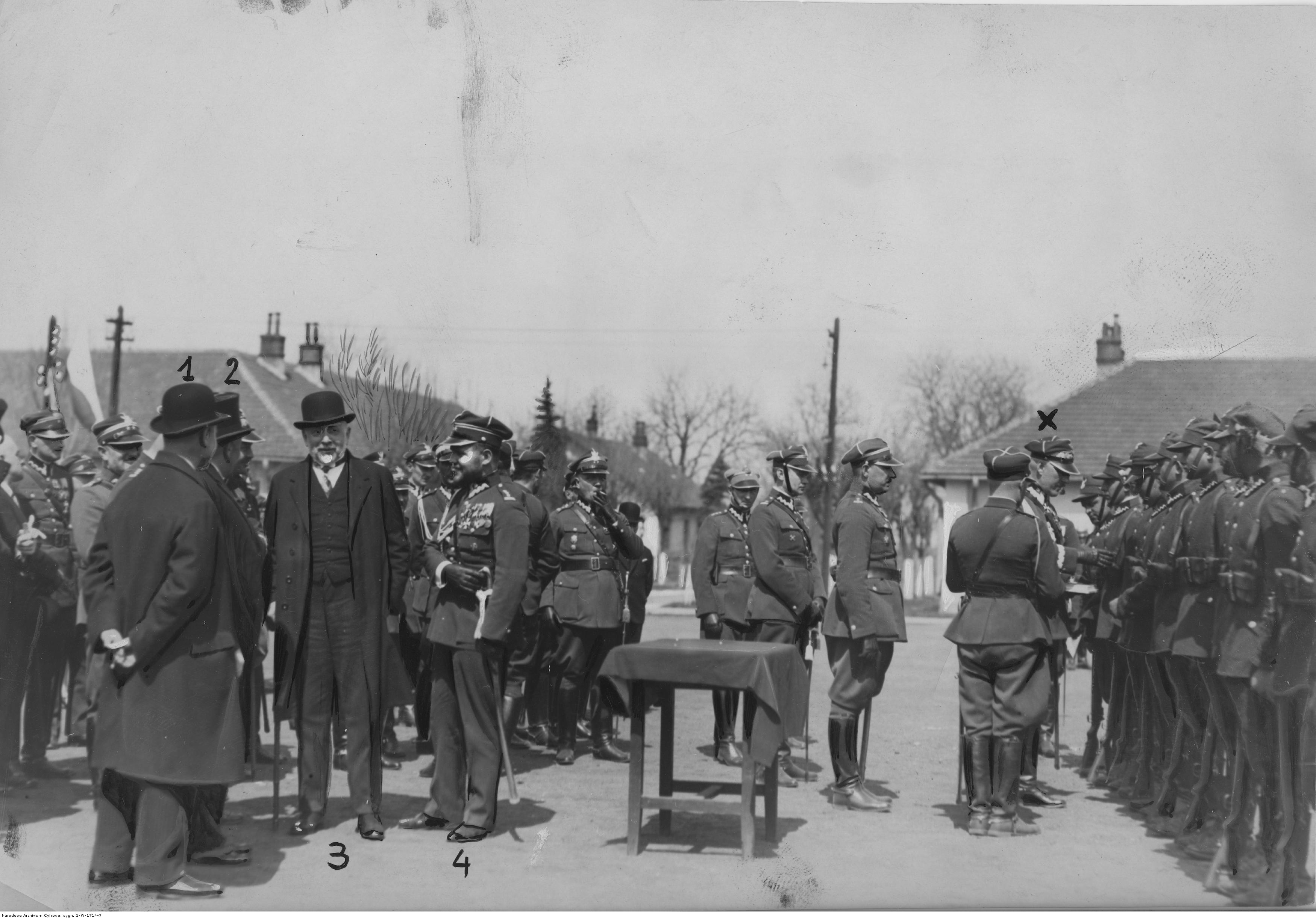
Święto 5 bsap w Krakowie - rozdanie nagród drużynie ciesielskiej

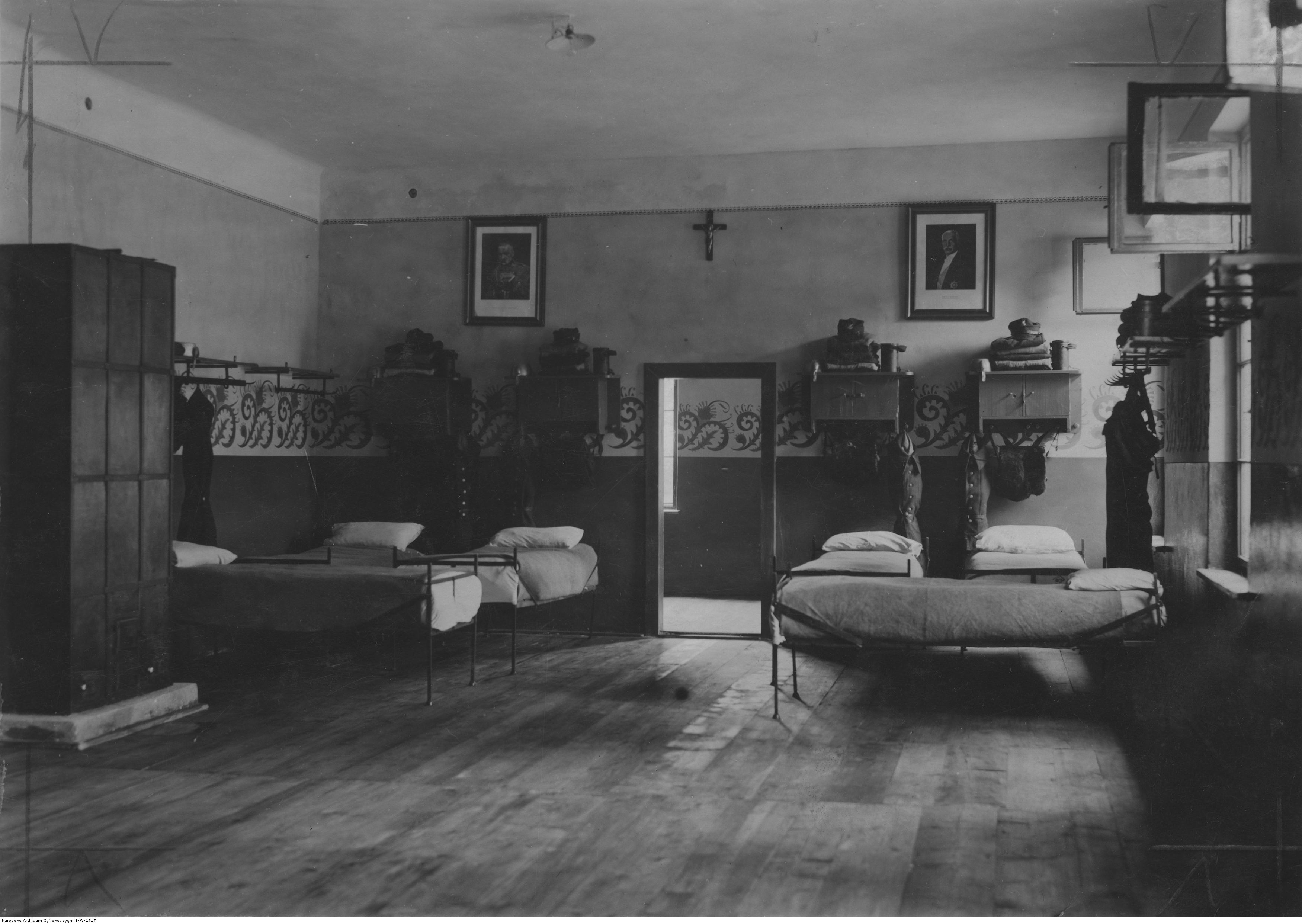
Izba żołnierska 5 bsap w Krakowie

5 Batalion Saperów (5 bsap) – oddział saperów Wojska Polskiego w II Rzeczypospolitej.
Batalion (pułk) był  jednostką wojskową istniejącą w okresie pokoju i spełniającą zadania mobilizacyjne wobec oddziałów i pododdziałów saperów.  Spełniał również zadania organizacyjne i szkoleniowe. Stacjonował w Krakowie. W 1939 roku, po zmobilizowaniu jednostek przewidzianych planem mobilizacyjnym, został rozwiązany.

## Formowanie i zmiany organizacyjne
9 czerwca 1921 w Krakowie z połączenia 6 batalionu saperów majora Ignacego Landau, 21 batalionu saperów kapitana Karola Czarneckiego i 23 batalionu saperów kapitana Zdzisława Groele został sformowany 5 pułk saperów.
15 września 1925 nad brzegiem Wisły naprzeciwko Bielan odebrał sobie życie wystrzałem z rewolweru porucznik Zenon Janowczyk, odznaczony Krzyżem Walecznych (dwukrotnie). Tuż po śmiertelnym strzale zwłoki denata wpadły do rzeki, lecz zostały natychmiast przez rybaków wydobyte.
W listopadzie 1929 jednostka została przeformowana w 5 batalion saperów i podporządkowana dowódcy 4 Brygady Saperów. Wiosną 1934, po kolejnej reorganizacji wojsk saperskich, batalion został podporządkowany dowódcy 2 Brygady Saperów w Krakowie, a na początku grudnia 1934 włączony w skład 2 Grupy Saperów.
W styczniu 1935 roku na bazie batalionu została sformowana 23 kompania saperów.

### Organizacja batalionu saperów w 1929
- dowództwo:
  - dowódca /płk/,
  - zastępca dowódcy,
  - drużyna dowódcy
  - stan osobowy – 3 oficerów, 3 podoficerów, 2 pracowników cywilnych,
- kwatermistrzostwo: 
  - kwatermistrz /ppłk – mjr/,
  - oficer mobilizacyjny,
  - oficer administracyjno–materiałowy,
  - oficer żywnościowy,
  - płatnik,
  - personel pomocniczy,
  - stan osobowy wynosił – 7 oficerów, 14 podoficerów, 4 urzędników wojskowych,
- kompania administracyjna: 
  - dowódca /kpt./,
  - drużyna dowódcy,
  - pluton administracyjny (dwie drużyny),
  - pluton taborowy (trzy drużyny)
  - stan osobowy – 1 oficera, 7 podoficerów i 57 żołnierzy,
- pluton łączności: 
  - dowódca /kpt./,
  - zastępca dowódcy,
  - dwie drużyny
  - stan etatowy liczył – 1 oficera, 4 podoficerów i 20 szeregowców
- kompania saperów:
  - dowódca /kpt./,
  - drużyna dowódcy,
  - trzy plutony (po trzy drużyny saperskie)
  - stan liczebny kompanii wynosił – 5 oficerów, 13 podoficerów oraz 102 saperów
- kompania szkolna: 
  - dowódca /mjr/,
  - drużyna dowódcy,
  - cztery plutony szkolne (po trzy drużyny każdy)
  - stan osobowy wynosił 5 oficerów, 14 podoficerów i 120 elewów
- pluton miotaczy ognia: 
  - dowódca,
  - sekcja taborowa,
  - dwie drużyny
  - stan osobowy wynosił – 2 oficerów, 2 podoficerów i 50 żołnierzy
- park saperski: 
  - komendant /kpt./,
  - zastępca komendanta,
  - personel – kancelaryjny,
  - magazynowy, warsztatowy
  - stan osobowy wynosił – 2 oficerów, 3 podoficerów oraz 8 pracowników cywilnych wojska

Ogółem batalion liczył 799 osób, w tym 41 oficerów, 103 podoficerów, 655 szeregowców oraz 15 pracowników cywilnych.

## Działania pułku/batalionu w okresie pokoju
Najważniejszymi pracami krakowskich saperów w dwudziestoleciu międzywojennym było:
- 1921 gaszenie pożarów leśnych na terenie województwa krakowskiego i śląskiego,
- 1922 obrona mostów w województwie krakowskim zagrożonych wskutek zatorów lodowych,
- 1922 początek budowy drogi górskiej na Halę Gąsienicową[7],
- 1923 obrona kopalni „Saturn” przed powodzią,
- 1923 budowa tamy na rzece Brynicy pod Sosnowcem
- 1923 gaszenie pożarów leśnych na terenie województwa krakowskiego i śląskiego,
- 1923 początek budowy schroniska „Murowaniec” na Hali Gąsienicowej[8],
- 1924 sypanie Kopca Kościuszki w Racławicach,
- 29 czerwca – 4 lipca 1925 akcja przeciwpowodziowa w dorzeczu Wisły na terenie województwa krakowskiego[9]
- 1925 zakończenie budowy drogi i schroniska „Murowaniec” na Hali Gąsienicowej,
- 1927 akcja ratunkowa podczas wybuchu prochowni w Witkowicach,
- 1928 budowa mostu na rzece Niemen we wsi Mikołajewszczyzna,
- 1928 gaszenie pożaru lasu pod Zakopanem,
- 16 sierpnia 1929 budowa mostu długości 52,80 m na rzece Śmierć w miejscowości Łachwa,
- październik 1930 budowa mostu długości 124,80 m na rzece Horyń w miejscowości Wielbowno,
- 1934 akcja przeciwpowodziowa w południowej Polsce oraz odbudowa szeregu zerwanych mostów,
- 1938 budowa prywatnej drogi do willi Ministra Spraw Wojskowych, generała dywizji Tadeusza Kasprzyckiego w Zakopanem.

## Mobilizacja batalionu
5 batalion saperów był jednostką mobilizującą. W 1939 sformowanymi jednostkami były:

w mobilizacji alarmowej:

- batalion saperów typ I nr 65 dla Armii „Kraków”
- pluton mostowy 4-tonowy nr 65 dla Armii „Kraków”
- batalion saperów typ IIb nr 6 dla 6 Dywizji Piechoty
- batalion saperów typ IIb nr 21 dla 21 Dywizji Piechoty
- zmotoryzowana kompania saperów nr 51 dla 1 Brygady Strzelców Górskich (weszła w skład GO „Śląsk”) – dowódca kpt. inż. Edward Sarosiek
- samodzielna kompania saperów nr 75 dla 55 Dywizji Piechoty (rezerwowej) – dowódca kpt. Czesław Wójtowicz
- rezerwowa kompania saperów nr 151 dla Armii „Kraków” – kpt. sap. rez. inż. Zdzisław Rychlik †19 IX 1939 Stary Zamość[10]
- rezerwowa kompania saperów nr 152 dla Armii „Kraków”
- pluton parkowy saperów nr 51
- pluton parkowy saperów nr 52
- pluton parkowy saperów nr 53
- lekka kolumna pontonowa typ I nr 151
  - skład kolumny:
    - 2 plutony po 60 mb mostu nośności 5 lub 8 ton na pontonach stalowych razem 120 mb mostu.
    - 3 oficerów, ok. 250 podoficerów i saperów.
    - ponadto kolumna posiadała ok. 300 koni.
- Szefostwo Fortyfikacji typ II „Kraków”
- dowództwo grupy fortyfikacyjnej nr 51 dla Armii „Kraków”

w I rzucie mobilizacji powszechnej:
- rezerwowa kompania saperów nr 153 dla Armii „Kraków”
- rezerwowa kompania saperów nr 154 dla Armii „Kraków”
- rezerwowa kompania saperów nr 155 dla Armii „Kraków” (GO „Śląsk”)
- rezerwowa kompania saperów nr 156 dla Armii „Kraków”
- rezerwowa kompania saperów nr 157 dla Armii „Kraków”
- rezerwowa kompania saperów nr 158 dla Armii „Kraków”
- dowództwo grupy fortyfikacyjnej nr 52 dla Armii „Kraków” (GO „Bielsko”)

w II rzucie mobilizacji powszechnej:
- batalion saperów typ IIb nr 55 dla 45 Dywizji Piechoty (rezerwowej)
- lekka kolumna pontonowa typ II nr 152
  - skład kolumny:
    - 2 plutony po 30 – 45 mb mostu nośności 4 lub 7 ton na pontonach stalowych razem od 60 do 90 mb mostu.
    - 3 oficerów, ok. 200 podoficerów i saperów.
    - ponadto kolumna posiadała ok. 250 koni.
- kompania marszowa saperów nr 51
- Ośrodek Zapasowy Saperów Nr 3

## Żołnierze jednostki
Dowódcy pułku
- płk Jan Fogel (1921 – 1922)
- płk Norbert Rustowski (1922 – VII 1924[11])
- płk Włodzimierz Dziakiewicz (VII 1924[12] – 1925[13])
- ppłk/płk SG Ignacy Boerner (XI 1925[14] – 1928[15])
- ppłk dypl. Wiktor Batycki (I 1928[16] – III 1929[17])

Dowódcy batalionu
- mjr Jan Wańkowicz (p.o. 1929 – III 1932[18])
- ppłk dypl. Czesław Pawłowicz (III 1932[19] – 1934[20])
- ppłk Ryszard Jaworowski (1934[21] – 1938)
- ppłk dypl. Władysław Weryho (XI 1938 – 3 IX 1939)

Zastępcy dowódcy pułku i batalionu (od 1938 I zastępca dowódcy batalionu)
- ppłk Zdzisław Zahaczewski (od XI 1922)[22]
- major Otton Karol Liszka – zastępca dowódcy pułku w 1925 r.
- major Kazimierz Hornoff – zastępca dowódcy pułku w 1925 roku[23]
- mjr Tadeusz Bisztyga (1925–1928[24])
- mjr Jan Wańkowicz
- mjr Władysław Czarniawski – zastępca dowódcy od III 1932[25]
- mjr Edward Marian Peristy (od IV 1934)[26]
- mjr Antoni Pecha (1939[27])

### Kawalerowie Virtuti Militari
Żołnierze pułku odznaczeni Krzyżem Srebrnym Orderu Wojennego Virtuti Militari:

1. mjr Ignacy Landau
2. kpt. Jan Nawrocki
3. płk Norbert Rustowski
4. kpt. Adam Skóra
5. por. Oswald Unger[29]

### Lista odznaczonych Krzyżem Walecznych
- gen. bryg. Walerian Marjański   x  4 razy
- płk.  Dziakiewicz  Włodzimierz  x  4 razy
- płk  Rustowski  Norbert  x  3 razy
- płk  Wilczyński  Józef   Konstanty  x  4 razy
- ppłk. Landau  Ignacy   x  1 raz
- ppłk. Miniewski  Stanisław  x  3 razy
- mjr  Karol Czarnecki  x 2 razy
- mjr Bronisław Teodor Emil Czyżek   x 1 raz
- mjr Hojarski  Stefan   x 1 raz
- mjr Siwiec  Bolesław  x  1 raz
- mjr  Steifer  Marian  Jan  x 1 raz
- mjr  Skóra  Adam  x 1 raz
- mjr  Szkolnikowski  Józef  x 1 raz
- kpt.  Bianchi  Leon  x 4 razy
- kpt.  Zdzisław Józef Groele  x 1 raz
- kpt.  Jania  Kazimierz  x 1 raz
- kpt.  Kuncewicz  Władysław  x 1 raz
- kpt.  Wincenty Krzywiec x 1 raz
- kpt.  Michniewicz  Władysław  x 1 raz
- kpt.  Pecha  Antoni  x 1 raz
- kpt.  Perko Stanisław x 3 razy
- kpt.  Szpil  Władysław  x x 1 raz
- kpt.  Unger  Oswald  x 1 raz
- kpt.  Władyka  Jan  x 1 raz
- por. Helaman   Jan  x 2 razy
- por. Iwański  Stefan  x 1 raz
- por.  Janowczyk  Zenon  x 2 razy
- por. rez. Kociński  Henryk  x 1 raz
- por. Liwski Jerzy  x 1 raz
- por. Majewski  Karol  x 2 razy
- por. Oleszkiewicz   Jan  x  2 razy
- por. Tarnawski Włodzimierz  x  2 razy
- por. rez. Zaręba   Tadeusz  x 1 raz
- ppor. rez. Osiński Tadeusz  x  1 raz
- st. sierż.  Iwanicki   Władysław  x  1 raz
- st. sierż. Kępiński   Adam  x 1 raz
- st. sierż.  Królik Feliks  x  1 raz
- sierż. Banaś Jan  x  2 razy
- sierż. Cwojna   Franciszek  x 1 raz
- sierż. Dobosz   Józef  x 1 raz
- plut. Badura Jan  x 1 raz
- plut. Dziadurski  Stefan  x 1 raz
- plut.  Goczał   Władysław  x 1 raz
- plut.  Iwanów   Aleksander  x 1 raz
- plut. Jeleński   Bolesław  x 1 raz
- plut.  Korzeniak Stanisław  x 1 raz
- plut. Krawczyk   Stanisław  x 1 raz
- plut.  Marchewczyk   Andrzej  x 1 raz
- plut. Nalepka   Józef  x 1 raz
- plut. Ozdoba   Jan  x 1 raz
- plut. Reszkiewicz   Stanisław  x 1 raz
- plut. Subczak   Jan  x 1 raz
- kpr. Banachowicz   Wojciech  x 1 raz
- kpr. Bober   Kazimierz  x 1 raz
- kpr. Bąkowski   Mieczysław  x 1 raz
- kpr. Guja   Jan  x 1 raz
- kpr. Kulik   Jan  x 1 raz
- kpr. Kurdziel   Jan  x 1 raz
- kpr. Materna   Józef  x 1 raz
- kpr. Nawrocki   Jan  x 1 raz
- kpr. Nitkowski   Władysław  x 1 raz
- kpr. Szacho   Aleksander  x 1 raz
- kpr. Tajf   Józef  x 1 raz
- kpr. Walas   Józef  x 1 raz
- kpr. Zamiały Szmul  x 1 raz
- kpr. Zwoliński   Stanisław  x 1 raz
- kpr. Zwierzyński   Józef  x 1 raz
- st.  saper  Elsner  Feliks  x 1 raz
- st.  saper   Jamrozik   Władysław  x 1 raz
- st.  saper   Jaszczon  Tomasz  x 1 raz
- st.  saper   Kaczółka   Michał  x 1 raz
- st.  saper   Kawlik   Józef  x 1 raz
- st.  saper   Kozioł   Antoni  x 1 raz
- st.  saper   Kucik  Jan  x 1 raz
- st.  saper   Król  Tomasz  x 1 raz
- st.  saper   Kwapisz   Józef  x 1 raz
- st.  saper   Mróz   Władysław  x 1 raz
- st.  saper   Mrzygłód   Tomasz x 1 raz
- st.  saper   Orlicki   Jan  x 1 raz
- saper   Antoniak   Wojciech  x 1 raz
- saper  Burdyl   Władysław  x 1 raz
- saper  Czerwiński   Piotr  x 1 raz
- saper  Kumor   Piotr  x 1 raz
- saper  Lataszek   Wincenty  x 1 raz
- saper  Libuszewski   Wojciech  x 1 raz
- saper  Mika   Wojciech  x 1 raz
- saper  Nowota   Mikołaj  x 1 raz
- saper  Seredy   Antoni  x 1 raz[30]

### Obsada personalna w 1939 roku
Organizacja pokojowa i obsada personalna batalionu w marcu 1939 roku:
- dowódca batalionu - ppłk dypl. Władysław Weryho
- I zastępca dowódcy batalionu – mjr Antoni Pecha
- adiutant - por. Stefan Paradowski
- oficer sztabowy ds. wyszkolenia - por. Aleksander Koślacz
- lekarz medycyny – por. lek. Marian Piotrowski
- II zastępca dowódcy (kwatermistrz) – mjr Jan Możdżeń
- oficer mobilizacyjny – kpt. Feliks Zacharewicz
- z-ca oficera mobilizacyjnego – por. Julian Feliks Folik
- oficer administracyjno-materiałowy – por. Jan Łukasiewicz († 1940 Charków)
- oficer gospodarczy – kpt. int. Jan Sadowski
- dowódca kompanii gospodarczej – ppor. Józef Pawłowski
- oficer żywnościowy – chor. Józef Pietruszczak

- komendant parku – por. Czesław Józef Pawłowski
- zastępca komendanta - vacat
- dowódca kompanii specjalnej – por. Leon Bronisław Fuhrmann → dowódca 2 kompanii 55 bsap
- dowódca plutonu łączności - vacat
- dowódca plutonu przeciwgazowego – por. Leon Bronisław Fuhrmann
- dowódca kompanii szkolnej – kpt. dypl. Leonard Matrybiński → szef Oddziału IV Sztabu SGO „Narew”
- instruktor – ppor. Janusz Jezierski
- instruktor – ppor. Kazimierz Witkowski
- instruktor – ppor. Wojciech Janusz Zippel → oficer materiałowy 21 bsap († 1940 Katyń)

- dowódca 1 kompanii – por. Wacław Boguszewski → dowódca 2 kompanii 65 bsap
- instruktor – ppor. Roman Jan Kozłowski
- instruktor – ppor. Feliks Twardowski → dowódca plutonu w 21 bsap
- instruktor – Witold Zygmunt Wierzchowski

- dowódca 2 kompanii – kpt. Bohdan Weryński
- instruktor – ppor. Jan Uchto
- instruktor – chor. Jan Orłoś
- dowódca plutonu mechanicznego – ppor. Józef Pawłowski

- dowódca 3 kompanii – kpt. Antoni II Zieliński
- instruktor – ppor. Kazimierz Jan Kęsicki
- instruktor – ppor. Henryk Tadeusz Kubski

- dowódca 4 kompanii zmotoryzowanej – kpt. mgr Zenon Schreyer → dowódca 55 bsap
- instruktor – ppor. rez. – Kalarus Tadeusz Józef → adiutant 55 bsap
- instruktor – chor. Aubek Kazimierz

Oddelegowani na kurs:
- por. Placyd Chomicki
- ppor. Bronisław Kucharski

### Żołnierze batalionu – ofiary zbrodni katyńskiej
Biogramy zamordowanych znajdują się na stronie internetowej Muzeum Katyńskiego
| Nazwisko i imię       | stopień              | zawód                    | miejsce pracy przed mobilizacją | zamordowany |
| --------------------- | -------------------- | ------------------------ | ------------------------------- | ----------- |
| Bierer Izaak          | podporucznik rezerwy | technik budowlany        |                                 | Katyń       |
| Cieślik Bolesław      | podporucznik rezerwy | nauczyciel               | kier. Szkoły w Czechowicach     | Katyń       |
| Dylewski Tadeusz      | podporucznik rezerwy | technik budowlany        |                                 | Katyń       |
| Jakubicz Stanisław    | porucznik rezerwy    | technik budownictwa      | PKP Kraków Główny               | Katyń       |
| Kasprzyk Józef        | podporucznik rezerwy | geometra                 | Urząd Katastralny Limanowa      | Katyń       |
| Koniuszewski Józef    | porucznik rezerwy    | architekt                | pracował w Krakowie             | Katyń       |
| Pawłowski Józef       | podporucznik rezerwy | inżynier                 |                                 | Katyń       |
| Wojcieszek Stanisław  | podporucznik rezerwy | technik budowlany        | pracował w Pszczynie            | Katyń       |
| Wojtych Kazimierz     | porucznik rezerwy    | absolwent WSP w Krakowie | pracował w Krzeszowicach        | Katyń       |
| Zippel Wojciech       | podporucznik         | żołnierz zawodowy        |                                 | Katyń       |
| Janisio Marian Stefan | podporucznik rezerwy |                          |                                 | Charków     |
| Łukasiewicz Jan       | porucznik            | żołnierz zawodowy        |                                 | Charków     |

## Symbole batalionu

### Sztandar batalionu
10 lutego 1925 prezydent RP Stanisław Wojciechowski zatwierdził wzór lewej strony płachty chorągwi 5 pułku saperów.
W piątek 8 maja 1925 na Rynku Głównym w Krakowie prezydent RP  wręczył dowódcy 5 pułku saperów, pułkownikowi Włodzimierzowi Dziakiewiczowi chorągiew ofiarowaną przez przemysłowców i inżynierów Zagłębia Krakowskiego, Zagłębia Dąbrowskiego i Górnego Śląska. Sztandar 5 psap. zrobiony jest wedle ustalonych wzorów. Na prawej stronie wyhaftowany jest na amarantowym polu orzeł białyotoczony wieńcem laurowym, w rogach na białych smugach cyfra 5 również w wieńcu laurowym. Na stronie lewej w środku w wieńca laurowym wyhaftowano odwieczne hasło wojsk polskich: Honor i Ojczyzna, w rogach pomieszczono na przemian, herb Krakowa i św. Stanisława.
|  |

3 września 1939 dowództwo batalionu, wraz z ochroną liczącą około 20 żołnierzy i sztandarem, ewakuowało się w kierunku Niepołomic, a potem Brześcia. W związku ze zmieniającą się sytuacją militarną, jako końcowy cel ewakuacji wyznaczono Zaleszczyki. 17 września kolumna zatrzymała się majątku za Tarnopolem. W południe pośpiesznie załadowano się jednak na samochody i skierowano w kierunku Zaleszczyk. Po około 4 godzinach marszu kolumna prawdopodobnie zatrzymała się w wiosce Winiówka. Samochody zostały otoczone przez czołgi Armii Czerwonej. Po incydencie z przelatującym polskim samolotem myśliwskim, ostrzelanym przez żołnierzy sowieckich, Polacy złożyli broń. Jeńcy zostali skierowani do Kopyczyniec. Sztandar 5 bsap pozostał w samochodzie w miejscu rozbrojenia i najprawdopodobniej przejęty przez jednostkę Armii Czerwonej. Z wiarygodnych źródeł wiadomo, że obecnie sztandar znajduje się w muzeum Ermitaż w Petersburgu.

### Odznaka batalionu
5 maja 1925 minister spraw wojskowych, gen. dyw. Władysław Sikorski zatwierdził wzór odznaki pamiątkowej 5 pułku saperów.
Odznaka o wymiarach 46x35 mm ma kształt srebrnej kotwicy, na której krzyżują się dwa karabiny. U dołu kilof i łopata, u góry harpun i wiosło. Na kotwicę nałożono tarcze z czerwonym obramowaniem, a na nią srebrnego orła i u dołu cyfrę 5. Dwuczęściowa - odlana w białym metalu, tarcza z orłem przymocowana za pomocą dwóch sztyftów. Na rewersie u góry wytłoczona litera M, numer nadania, nazwisko grawera J. Walenta Kraków. Na dole, pod tarczą otwór.

### Płomień trąbki

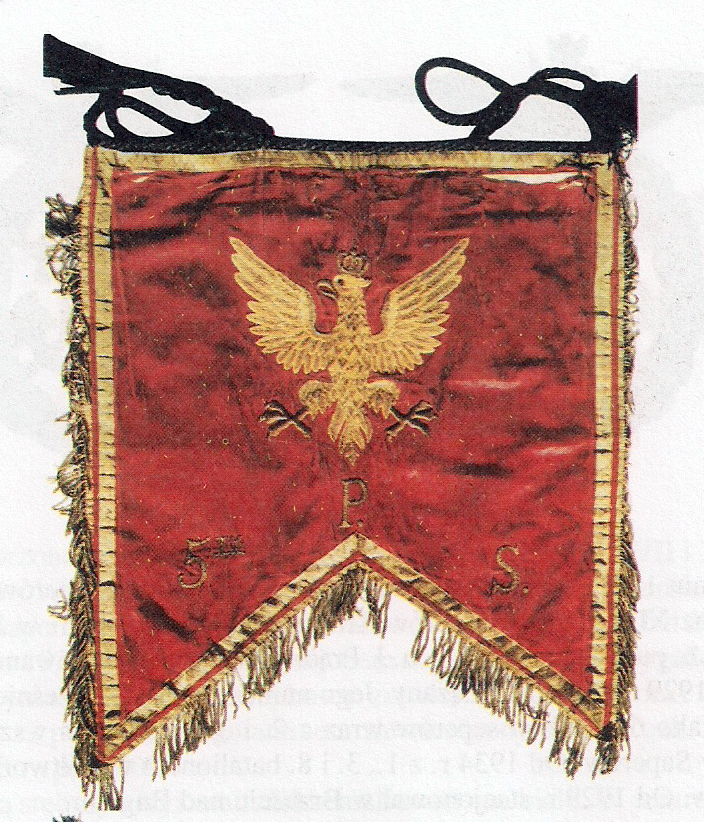
Płomień do trąbki 5 psap

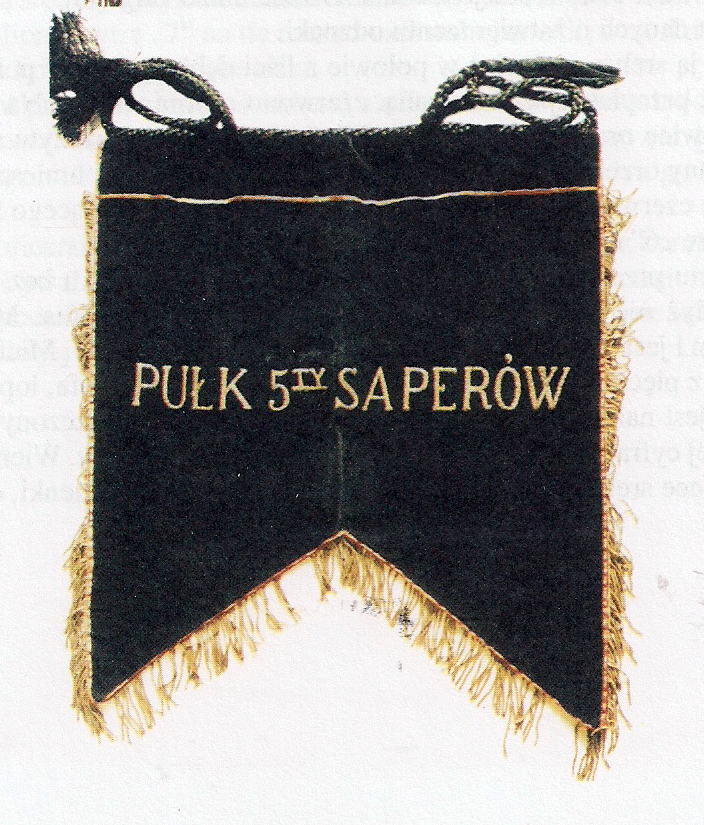
Płomień do trąbki 5 psap.

## Przysięga na sztandar 5 pułku saperów
Idą saperzy krakowski pułk piąty

I rozkaz wypełnią, gdy Polska im każe

A kto by chciał z dachu Ojczyzny rwać gonty

My zginiem, lecz Ciebie nie damy Sztandarze.

My wiemy żołnierze! My wiemy dokładnie,

te posłuch najwyższą żołnierską jest cnotą

Więc żywot położym, gdy tak nam wypadnie

Za Ciebie Ojczyzno Ty ojców tęsknoto

Twardymi być musim, jak twarda jest praca

I głusi być musim, na wszelkie krakanie,

Bo praca radosna Ojczyźnie przywraca

Sen, który przez pracą wnet jawą się stanie!

Budować! umacniać! to nasze dziś hasło!

My przecież Ojczyźnie służymy przemiłej!

Czy słońce nam świeci, czy słońce zagasło,

Ojczyźnie dać chcemy i serce i siły!...

Saperska my wiara, składamy przysięgę

Na sztandar, co płynie dziś oto nad nami,

Że będziem pomnażać Ojczyzny potęgą

I żaden sztandaru przenigdy nie splami...

Leć!... płyń nasz sztandarze!., w zwycięskie leć loty!...

Niech radość i słońce i błękit Cię wita

A że dziś jest jawą saperów sen złoty

Niech żyje nasz sztandar i Rzeczpospolita!...

Przysięga złożona w Krakowie dnia 8 maja 1925 w dniu wręczenia sztandaru dla 5 pułku Saperów.

## Dziedzictwo tradycji
- W Anglii została zorganizowana dla 1 Dywizji Pancernej 11 kompania saperów, oparta na tradycjach 5 Batalionu Saperów, której trzon stanowili saperzy krakowscy. Z 1 Dywizją Pancerną przemierzyła szlak bojowy od Caen poprzez Falaise, most „Warszawa“ na Sekwanie, Ypres, Gandawę, Bredę. Aschendort do Wilhelmshaven, torując drogę aliantom przez liczne rzeki i kanały północnej Francji, Belgii, Holandii i Niemiec[45].

- W związku z przeformowaniem 5 Brygady Saperów w Szczecinie na 5 pułk inżynieryjny i dla zachowania w pamięci chlubnych tradycji orężnych tego związku taktycznego Decyzją Ministra Obrony Narodowej Nr 44/MON z dnia 13 marca 2001 r. polecił 5 pułkowi inżynieryjnemu przejąć dziedzictwo i z honorem kontynuować tradycje:
  - 5 pułku saperów 1921—1929;
  - 5 batalionu saperów 1929—1939[46];.